# Conflans-Sainte-Honorine
Conflans-Sainte-Honorine là một xã trong vùng đô thị Paris, thuộc tỉnh Yvelines, vùng hành chính Île-de-France của nước Pháp, có dân số là 33.327 người (thời điểm 1999).

## Các thành phố kết nghĩa
- Hanau-Großauheim, Đức
- Chimay, Bỉ
- Ramsgate, Anh